# SM-liiga 1979/80
Die SM-liiga-Saison 1979/80 war die fünfte Spielzeit der finnischen SM-liiga. Finnischer Meister wurde zum vierten Mal insgesamt und zum ersten Mal seit Einführung der SM-liiga HIFK Helsinki, während Koo-Vee in die zweite Liga abstieg.

## Reguläre Saison

### Modus
Die zehn Mannschaften der SM-liiga spielten zunächst in 36 Saisonspielen gegeneinander. Während sich die ersten vier Mannschaften für die Play-offs qualifizierten, mussten die beiden Letztplatzierten gegen die beiden besten Zweitligisten um den Klassenerhalt spielen. Für einen Sieg erhielt jede Mannschaft zwei Punkte, bei einem Unentschieden gab es einen Punkt und bei einer Niederlage null Punkte.

### Hauptrunde
|     | Klub             | Sp | S  | U | N  | T   | GT  | Punkte |
| --- | ---------------- | -- | -- | - | -- | --- | --- | ------ |
| 1.  | TPS Turku        | 36 | 26 | 4 | 6  | 209 | 122 | 56     |
| 2.  | HIFK Helsinki    | 36 | 24 | 5 | 7  | 238 | 144 | 53     |
| 3.  | Kärpät Oulu      | 36 | 18 | 6 | 12 | 193 | 154 | 42     |
| 4.  | Ässät Pori       | 36 | 18 | 5 | 13 | 189 | 167 | 41     |
| 5.  | Tappara Tampere  | 36 | 15 | 6 | 15 | 170 | 169 | 36     |
| 6.  | Lukko Rauma      | 36 | 15 | 4 | 17 | 184 | 190 | 34     |
| 7   | Kiekko-Reipas    | 36 | 14 | 4 | 18 | 151 | 153 | 32     |
| 8.  | Ilves Tampere    | 36 | 11 | 8 | 17 | 151 | 189 | 30     |
| 9.  | Jokerit Helsinki | 36 | 11 | 4 | 21 | 151 | 199 | 26     |
| 10. | Koo-Vee          | 36 | 4  | 2 | 30 | 153 | 302 | 10     |

Sp = Spiele, S = Siege, U = unentschieden, N = Niederlagen, OTS = Overtime-Siege, OTN = Overtime-Niederlage, SOS = Penalty-Siege, SON = Penalty-Niederlage

### Topscorer
| #   | Name              | Team          | Spiele | Tore | Assists | Punkte |
| --- | ----------------- | ------------- | ------ | ---- | ------- | ------ |
| 1.  | Matti Hagman      | HIFK Helsinki | 35     | 37   | 50      | 87     |
| 2.  | Reijo Leppänen    | TPS Turku     | 35     | 29   | 39      | 68     |
| 3.  | Jouni Rinne       | Lukko Rauma   | 36     | 23   | 44      | 67     |
| 4.  | Veli-Pekka Ketola | Ässät Pori    | 36     | 22   | 38      | 60     |
| 5.  | Ismo Villa        | Lukko Rauma   | 36     | 33   | 26      | 59     |
| 6.  | Juhani Wallenius  | Lukko Rauma   | 35     | 34   | 24      | 58     |
| 7.  | Arto Javanainen   | Ässät Pori    | 36     | 28   | 29      | 57     |
| 8.  | Martti Jarkko     | TPS Turku     | 36     | 16   | 39      | 55     |
| 9.  | Mikko Leinonen    | Kärpät Oulu   | 36     | 32   | 20      | 52     |
| 10. | Hannu Kapanen     | HIFK Helsinki | 34     | 17   | 34      | 51     |

## Play-offs
Die Halbfinale und Finale wurden im Modus „Best-of-Five“ ausgetragen, das Spiel um Platz drei im Modus „Best-of-Three“.

### Turnierbaum
|  | Halbfinale          | Halbfinale |        |   | Finale | Finale |
|  |                     |            |        |   |        |        |
|  | TPS Turku           | 1          |        |   |        |        |
|  | Ässät Pori          | 3          |        |   |        |        |
|  |                     |            |        |   |        |        |
|  |                     |            |        |   |        |        |
|  | HIFK                | 3          |        |   |        |        |
|  |                     | Ässät      | 0      |   |        |        |
|  |                     |            |        |   |        |        |
|  | Spiel um Platz drei |            |        |   |        |        |
|  |                     |            | TPS    | 0 |        |        |
|  | HIFK Helsinki       | 3          | Kärpät | 2 |        |        |
|  | Kärpät Oulu         | 1          |        |   |        |        |

### Finnischer Meister
| Finnischer Meister HIFK Helsinki | Torhüter: Hannu Riihimäki, Stig Wetzell Verteidiger: Raimo Hirvonen, Jorma Immonen, Pertti Lehtonen, Frank Neal, Seppo Pakola, Heikki Riihiranta, Timo Ukkola, Jarmo Vuorinen Angreifer: Matti Forss, Matti Hagman, Arto Jokinen, Hannu Kapanen, Ari Lähteenmäki, Harri Linnonmaa, Matti Murto, Eso Peltonen, Rainer Risku, Tommi Salmelainen, Ilkka Sinisalo, Arto Sirviö Cheftrainer: Jorma Rikala |

### Topscorer
| #  | Name              | Team          | Spiele | Tore | Assists | Punkte |
| -- | ----------------- | ------------- | ------ | ---- | ------- | ------ |
| 1. | Matti Hagman      | HIFK Helsinki | 7      | 3    | 10      | 13     |
| 3. | Håkan Hjerpe      | TPS Turku     | 6      | 4    | 7       | 11     |
| 3. | Esa Peltonen      | HIFK Helsinki | 7      | 7    | 3       | 10     |
| 4. | Veli-Matti Ruisma | Ässät Pori    | 7      | 4    | 6       | 10     |
| 5. | Veli-Pekka Ketola | Ässät Pori    | 7      | 3    | 7       | 10     |

## SM-liiga-Relegation
Die beiden Letztplatzierten der SM-liiga-Hauptrunde und die beiden besten Zweitligisten spielten in Hin- und Rückspiel um den Aufstieg bzw. Klassenerhalt. Während Jokerit den Klassenerhalt erreichte, stieg Koo-Vee ab.

### Tabelle
|    | Klub             | Sp | S | U | N | T  | GT | Punkte |
| -- | ---------------- | -- | - | - | - | -- | -- | ------ |
| 1. | SaiPa            | 6  | 4 | 1 | 1 | 45 | 27 | 9      |
| 2. | Jokerit Helsinki | 6  | 4 | 1 | 1 | 49 | 34 | 9      |
| 3. | HPK Hämeenlinna  | 6  | 1 | 2 | 3 | 30 | 38 | 4      |
| 4. | Koo-Vee          | 6  | 1 | 0 | 5 | 22 | 47 | 2      |

Sp = Spiele, S = Siege, U = unentschieden, N = Niederlagen, OTS = Overtime-Siege, OTN = Overtime-Niederlage, SOS = Penalty-Siege, SON = Penalty-Niederlage

## Auszeichnungen

### Spieler- und Team-Trophäen
| Trophäe                      | Preisträger        | Team          |
| ---------------------------- | ------------------ | ------------- |
| Kanada-malja                 | HIFK Helsinki      |               |
| Kalevi-Numminen-Trophäe      | Jorma Rikala       | HIFK Helsinki |
| Jarmo Wasaman muistopalkinto | Pekka Arbelius     | Kärpät Oulu   |
| Matti-Keinonen-Trophäe       | Reijo Leppänen     | TPS Turku     |
| Raimo-Kilpiö-Trophäe         | Jari Laiho         | Lukko Rauma   |
| Urpo-Ylönen-Trophäe          | Jorma Valtonen     | TPS Turku     |
| Pekka-Rautakallio-Trophäe    | Reijo Ruotsalainen | Kärpät Oulu   |
| Aarne-Honkavaara-Trophäe     | Matti Hagman       | HIFK Helsinki |
| Veli-Pekka-Ketola-Trophäe    | Matti Hagman       | HIFK Helsinki |

### All-Star-Team
| Tor          | Jorma Valtonen (TPS Turku)          | Jorma Valtonen (TPS Turku)          | Jorma Valtonen (TPS Turku)          | Jorma Valtonen (TPS Turku)       | Jorma Valtonen (TPS Turku)       | Jorma Valtonen (TPS Turku)       |
| Verteidigung | Hannu Haapalainen (Tappara Tampere) | Hannu Haapalainen (Tappara Tampere) | Hannu Haapalainen (Tappara Tampere) | Reijo Ruotsalainen (Kärpät Oulu) | Reijo Ruotsalainen (Kärpät Oulu) | Reijo Ruotsalainen (Kärpät Oulu) |
| Sturm        | Reijo Leppänen (TPS Turku)          | Reijo Leppänen (TPS Turku)          | Matti Hagman (HIFK Helsinki)        | Matti Hagman (HIFK Helsinki)     | Jukka Porvari (Tappara Tampere)  | Jukka Porvari (Tappara Tampere)  |